# Љубуша (Дечани)
Љубуша (алб. Lëbushë) је насељено место у општини Дечани, на Косову и Метохији. Према попису становништва из 2011. у насељу је живело 1.145 становника.

## Становништво
Према попису из 2011. године, Љубуша има следећи етнички састав становништва:
| Националност | 2011.          |
| Албанци      | 1.144 (99,91%) |
| неизјашњени  | 1 (0,09%)      |
| Укупно       | 1.145          |

| Демографија | Демографија | Демографија |
| Година      | Становника  | Становника  |
| ----------- | ----------- | ----------- |
| 1948.       | 380         |             |
| 1953.       | 443         |             |
| 1961.       | 507         |             |
| 1971.       | 597         |             |
| 1981.       | 862         |             |
| 1991.       | 1.036       |             |
| 2011.       | 1.145       |             |